# John Brynteson

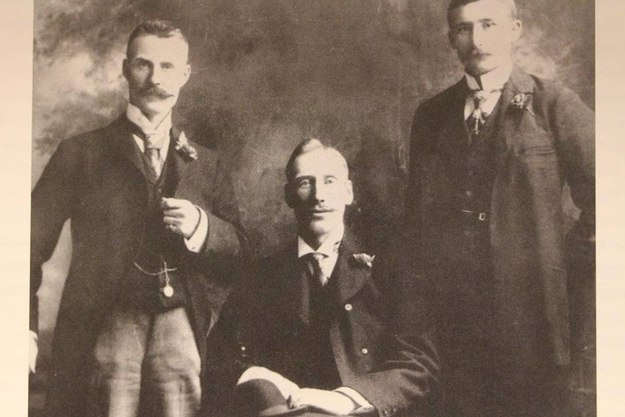

John Brynteson (döpt till Johan), född 13 augusti 1871 i Ärtemark i Dalsland som den yngste av sju barn i en mycket fattig familj, död 17 december 1959 i Svanskog. Brynteson blev genom guldgrävning i Alaska en av Europas rikaste män och kallades Guldkungen. Han gifte sig med Emma (Emilia) Forsberg 1900 i San Francisco och de fick fem barn. Han begravdes på Svanskogs kyrkogård. En minnessten över Brynteson finns rest vid Ärtemarks kyrka.

## Biografi

### Till Amerika
Brynteson reste vid 16 års ålder till USA, där han främst arbetade med järnvägar, gruvor och skog under ett tiotal år. Han åkte 1898 med båt från San Francisco till Alaska för att vaska guld. Där blev han bekant med svensken Erik Lindblom och norrmannen Jafet Lindeberg. Gruppen kom senare att kallas "the Three Lucky Swedes". I en lånad båt åkte de vidare till Anvil Creek, där staden Nome senare anlades. Ett berg i närheten heter fortfarande Mount Brynteson.

### Det stora guldfyndet
Den 12 augusti 1898 gjorde Brynteson ett stort guldfynd. Man tror att han under sina år i Alaska fick ihop runt 600 miljoner dollar, vilket var ett oerhört stort kapital på den tiden (motsvarande bortåt 130 miljarder kronor i 2018 års penningvärde). Tillsammans med de två kamraterna från Sverige och Norge startade han "Pioneer Mining Company", som hade upp till 400 man som anställda, däribland många skandinaver.

### Investeringar
Brynteson startade en fruktplantage i Campbell, söder om San Francisco. Han startade en hästranch i Turlock i Kalifornien. Han gjorde många donationer både i USA och i Sverige. Den svenska sjömanskyrkan i San Francisco byggdes upp med hans hjälp.
När han efter den stora jordbävningen i San Francisco 1906 kom tillbaka till Sverige köpte han 1907 Svaneholm AB med bl.a. Svanskog Bruk och herrgård. Fabriken expanderades med nya produktionslinjer och som mest fanns 537 anställda i fabriken och skogen (1958). 
Han köpte också pappersbruket i Lilla Edet, byggde en kraftstation och ett sågverk och köpte många skogsfastigheter runt Svanskog. Han lät bygga missionskyrkan och var också med och byggde upp en järnväg.